# 292

292(이백구십이)는 291보다 크고 293보다 작은 자연수다.

## 수학
- 합성수로, 그 약수는 1, 2, 4, 73, 146, 292이다. 진약수의 합은 226이므로, 292는 부족수다.
- 22번째 불가촉수다. 앞의 불가촉수는 290, 다음 수는 304다.
- 회문수다.
- {\displaystyle 292=6^{2}+16^{2}}
  - 연속하는 두 개의 중심있는 오각수의 제곱합으로 나타낼 수 있으며, 이 성질을 지닌 앞의 수는 37, 다음 수는 1217이다.
- {\displaystyle 3^{12}-1}은 292로 나누어떨어진다.

## 과학
- NGC 292: 소마젤란 은하의 NGC 천체 번호.

## 교통

### 항공
- 제트블루 항공 292편 비상착륙 사고

### 도로
- 일본 292번 국도(일본어판): 군마현 아가쓰마군 나가노하라정에서 니가타현 묘코시까지 이어지는 일본의 국도.
- 현도 제292호선

## 군사
- 오비옉트 292(영어판): 소련의 주력전차.
- U-292(영어판, 독일어판): 제2차 세계 대전에 사용된 나치 독일의 군용 잠수함.

## 문화유산
- 대한민국의 국보 제292호: 평창 상원사 중창권선문
- 대한민국의 보물 제292호: 부안 개암사 대웅전
- 대한민국의 사적 제292호: 김포 덕포진

## 방송
- 지니 TV의 영국 공영 방송인 BBC Earth 채널 번호.
- B tv의 CGN 채널 번호.

## 기타
- 연도: 292년, 기원전 292년